# Церковь Святой Троицы (Аделаида)
Церковь Святой Троицы (англ. Holy Trinity Church) — англиканская церковь в Аделаиде (Южной Австралии). Церковь была внесена в бывший Реестр Национального наследия в 1980 году и внесена в Реестр наследия Южной Австралии в 1986 году. Расположена на Северной Террасе.

## История
Церковь Святой Троицы содержит элементы самого раннего сохранившегося здания англиканской церкви в Южной Австралии. Особого внимания заслуживает окно Вильгельма IV, которое было доставлено в Аделаиду в 1836 году.
Территория, на которой стоит церковь, была подарена британским бизнесменом и филантропом Паско Сент-Леже Гренфеллом вместе с 40 акрами земли под кладбище и дополнительными церковными землями. Предполагалось использовать акр городской земли, чтобы разместить школьную комнату, дом пастора и сада для служителя церкви. Сельская земля должна была предоставить от шести до восьми акров под кладбище, а оставшаяся часть должна была стать «чистой землей», в терминологии англиканской церкви, чтобы обеспечивать доход для содержания священника.
Церковь строилась в три основных этапа. Первоначально планировалось, что церковь будет сборным зданием, импортированным из Англии. Однако, когда сборное здание прибыло из Англии сильно поврежденным, было решено вместо этого возвести каменную церковь с Генри Дж. Мозли в качестве строителя. Губернатор Джон Хайндмарш заложил первый камень в фундамент 28 января 1838 года, и церковь открылась примерно в августе того же 1838 года — через два года после основания поселения в Аделаиде. Здание быстро стало достопримечательностью с его верхней башней «фуражкой» и часами Вуллиами (Бенджамин Льюис Вуллиами (1780—1854) был часовщиком короля Вильгельма IV и королевы Аделаиды).
В 1844 году церковь закрыли на ремонт, а часы вывезли на хранение. Основная часть церкви была перестроена и перекрыта кровлей, а башня лишилась остроконечного шпиля. Церковь вновь открылась в августе 1845 года. Когда в 1847 году в Аделаиду прибыл епископ Шорт, Церковь Святой Троицы служила временной соборной церковью до тех пор, пока не были созданы другие общины (в частности, Церковь Христа в Северной Аделаиде).
В 1878 году поступило предложение перестроить церковь, когда были пожертвованы деньги, но этого не произошло до тех пор, пока в середине 1880-х годов собрание не решило полностью перестроить церковь по проекту выдающегося архитектора Эдварда Джона Вудса. Примерно в это же время вошло в употребление нынешнее название «Святая Троица».
В комплекс церкви Святой Троицы входит также зал и дом священника. Зал был построен в 1887 году на пожертвование прихожанина. Первоначальный дом приходского священника представлял собой сборное здание, которое было доставлено из Англии в лучшем состоянии, чем церковь. В 1851 году оно было заменено нынешним зданием, и в нём последовательно сменяли друг друга семь священников. В настоящее время он используется как офисы.

## Галерея

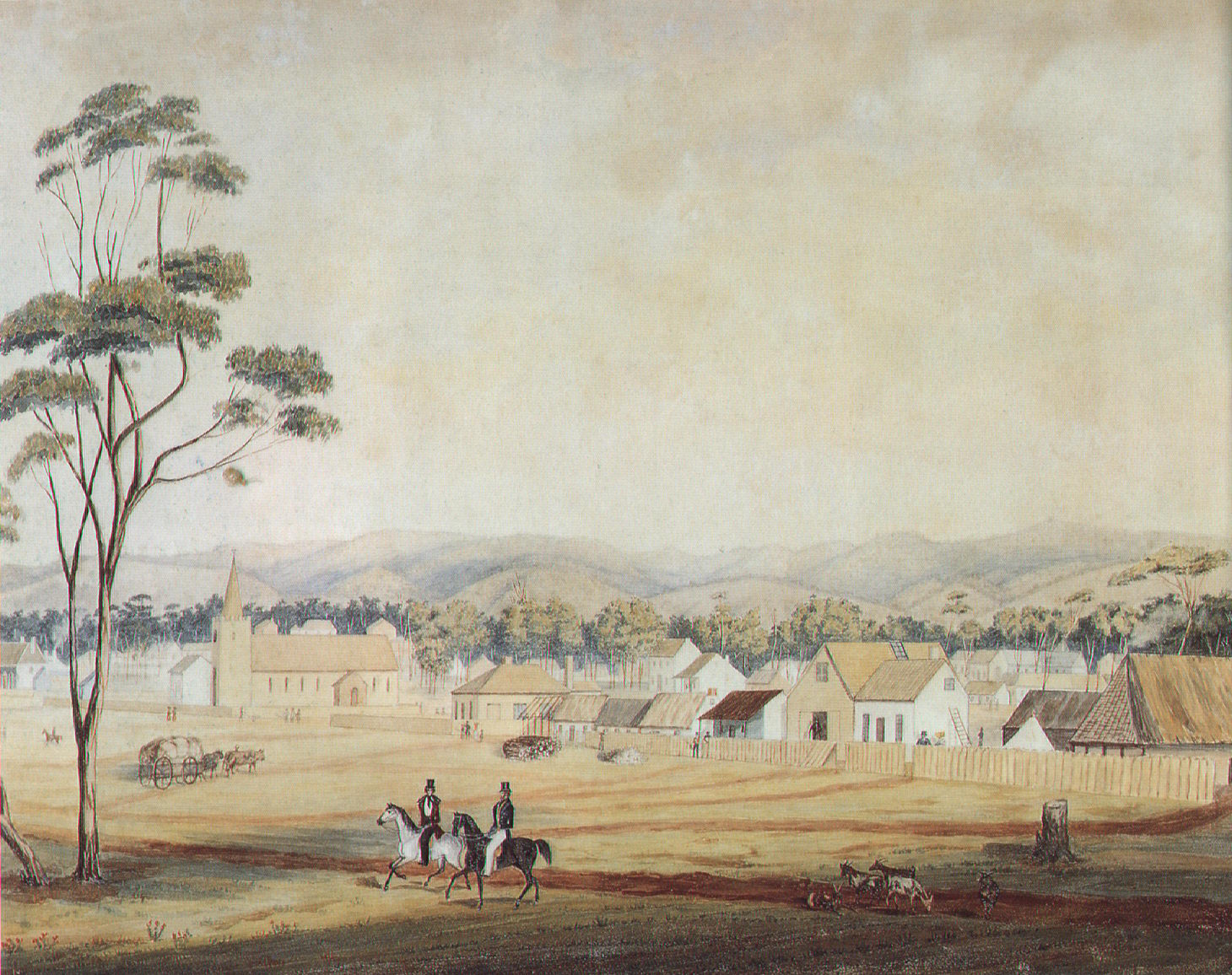
Вид Аделаиды со стороны Северной Террасы (1839). Троицкая церковь (видна слева) ещё имеет остроконечный шпиль.
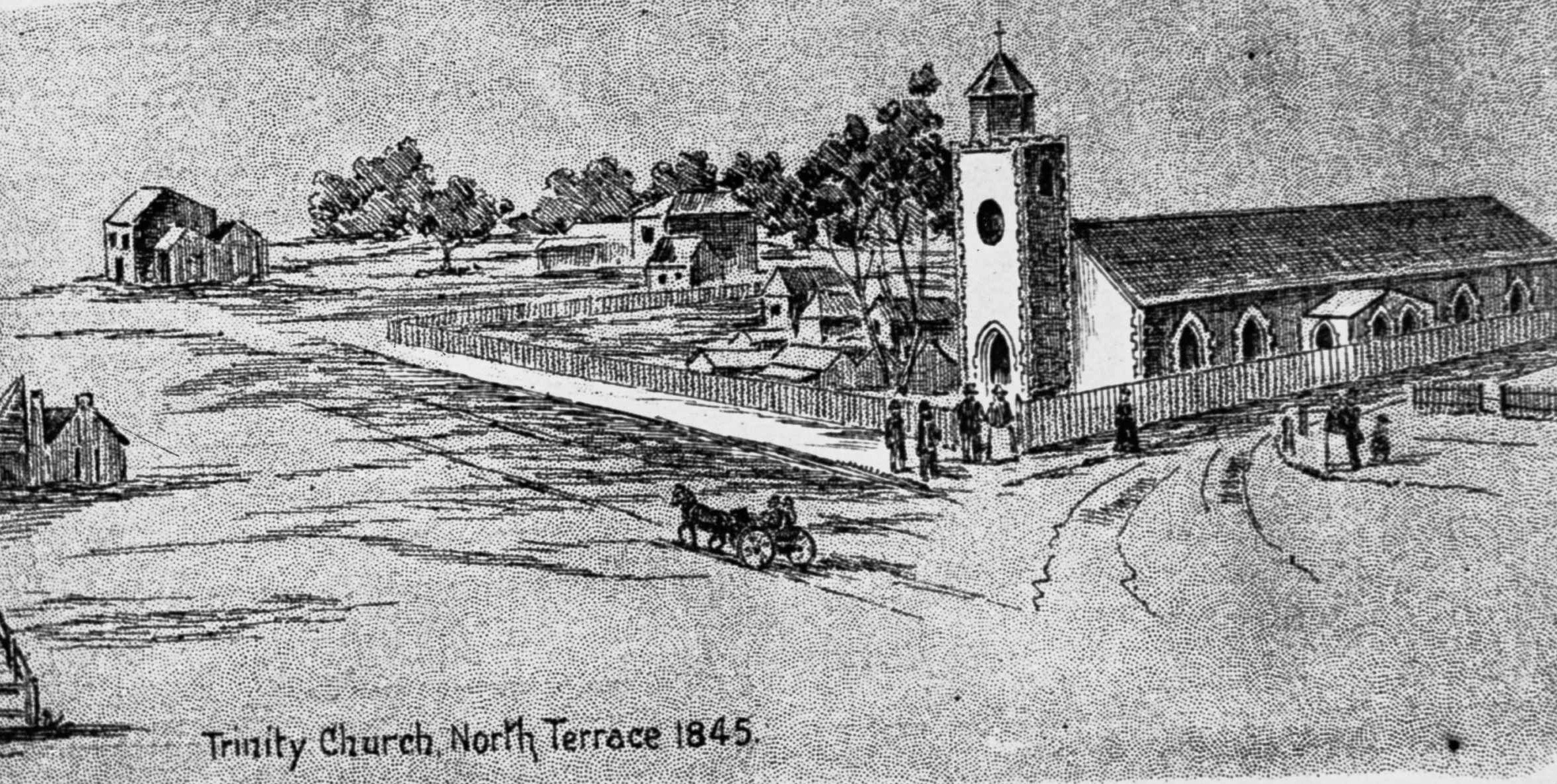
Рисунок Церкви Святой Троицы в Аделаиде (1845)
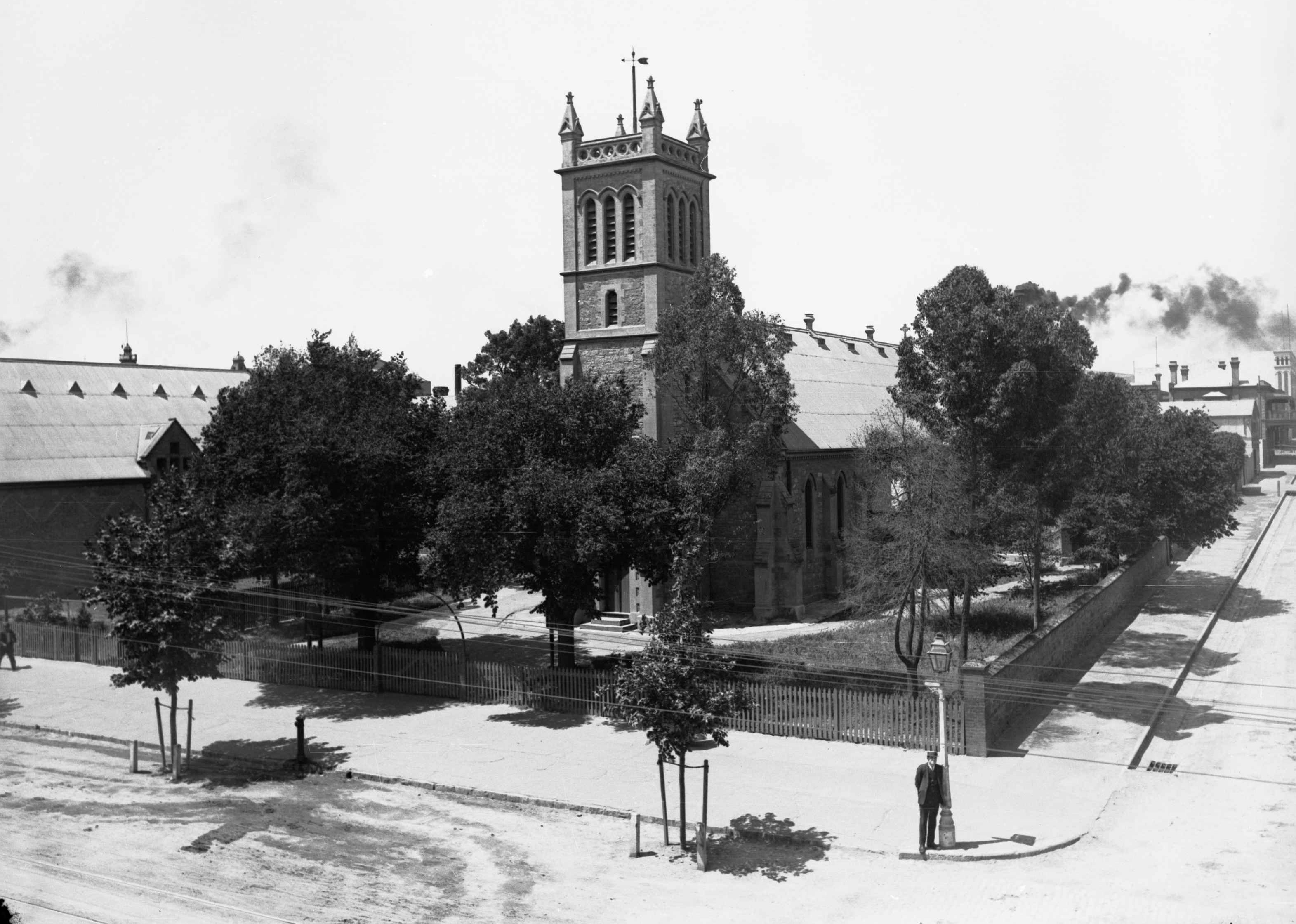
Фотография, конец 1880-х годов